# Новопокровский (Приморско-Ахтарский район)
Новопокро́вский — хутор в Приморско-Ахтарском районе Краснодарского края.
Административный центр Новопокровского сельского поселения.

## Население
| 2002 | 2010 |
| ---- | ---- |
| 849  | ↘728 |

## Уличная сеть
| - ул. Гагарина, - ул. Краснодарская, - ул. Кубанская, | - ул. Ленина, - ул. Мира, - ул. Молодёжная, | - ул. Садовая, - ул. Учительская, - ул. Центральная. |